# CargoLogic Germany
Cargologic Germany GmbH era una compagnia aerea cargo tedesca con sede a Schkeuditz.

## Storia
CargoLogic Germany nasce da Value Cargo Logistics, fondata nel 2013 e con sede a Schkeuditz. Alla fine di agosto 2018, la società ha cambiato nome in CargoLogic Germany, prima di nominare Ulrich Ogiermann amministratore unico il 19 dicembre dello stesso anno. Il nome è stato scelto sulla base della britannica CargoLogicAir, che, come CargoLogic Germany, appartiene al gruppo Volga-Dnepr; nonostante ciò, opera come società indipendente.
Il 13 settembre 2019, l'Ufficio federale dell'aviazione ha rilasciato a CargoLogic Germany il certificato di operatore aereo dopo un annuncio della Cancelleria di Stato della Sassonia. Nello stesso periodo, Ogiermann annunciò che avrebbe lasciato l'azienda per motivi familiari. La posizione di amministratore delegato è stata rilevata da Johannes Jähn, che aveva lasciato la gestione dell'aeroporto di Lipsia poco prima.
La compagnia ha operato il primo volo dopo aver ricevuto il certificato di operatore aereo il 2 ottobre 2019 e ha iniziato le operazioni il 7 dello stesso mese. In questa occasione, Jähn ha annunciato che CargoLogic Germany, che aveva 40 dipendenti, prevedeva che il numero di aeromobili in uso sarebbe raddoppiato entro un anno.
Nel corso del 2022 la compagnia ha dovuto dichiarare bancarotta dopo che le sanzioni occidentali contro la Russia e le società russe (CargoLogic Germany appartiene al gruppo Volga-Dnepr con sede a Mosca) l'hanno costretta a cessare le operazioni di volo a marzo.

## Destinazioni
CargoLogic Germany opera voli cargo in tutta Europa dall'aeroporto di Lipsia-Halle con particolare attenzione al trasporto di merci espresse.
I principali clienti di CLG sono DHL, ASL e Amazon, oltre a Poste Italiane e Royal Mail.

## Flotta
Durante la sua storia operativa, CargoLogic Germany ha operato con quattro Boeing 737-400(SF).